# نزيه نصيف الأيوبي
نزيه نصيف الأيوبي (1944 - 1995)، هو كاتب مصري حاصل على دكتوراه في العلوم السياسية من جامعة أوكسفورد في بريطانيا. درّس في جامعة كاليفورنيا في لوس أنجلوس، وفي جامعة إكزتر في بريطانيا. شملت مجالات اهتمام الأيوبي الاقتصاد السياسي، والسياسة المصرية، والعلاقات الدولية، والسياسات الدولية للبلدان الإسلامية. لعب الأيوبي دورًا مهمًا في تطوير مجال دراسات الشرق الأوسط في الجامعات التي درَّس فيها، وأصبح عمله الكلاسيكي «تضخيم الدولة العربية» مرجعًا لا غنى عنه للدراسات السياسية في المنطقة.

## من مؤلفاته
- الإسلام السياسي، الدين والسياسة في الشرق الأوسط (1991).
- تضخيم الدولة العربية، السياسة والمجتمع في الشرط الأوسط.
- الإسلام السياسي والافاق الديمقراطية في العالم الإسلامي.
- الدولة المركزية في مصر.
- العرب ومشكلة الدولة.
- الثورة الإدارية وأزمة الإصلاح في مصر.
- سياسة التعليم في مصر: دراسة سياسية وإدارية.

وكتب أخرى...

## وصلات خارجية
- صفحته على موقع كودريدرز goodreads